# Parlamentní volby v Maďarsku 2002

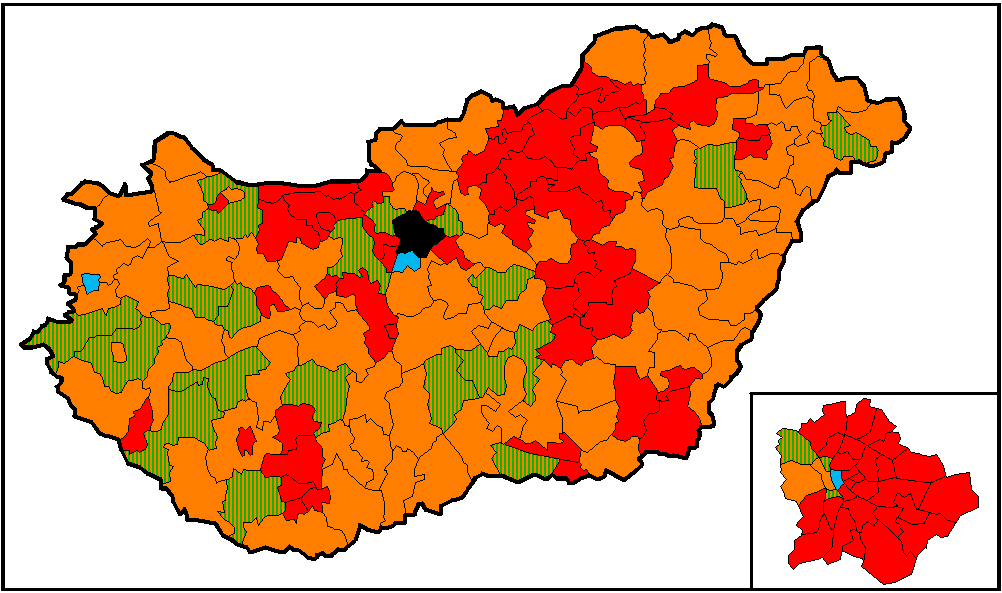
Výsledky voleb 2002:
Fidesz
MSZP
Fidesz-MDF
SZDSZ

Parlamentní volby v Maďarsku 2002 byly čtvrté svobodné volby Maďarské republiky od pádu komunismu v roce 1989. První kolo voleb se konalo 7. dubna, druhé 21. dubna. 

## Historie
Čtyři roky vlády Fidesz-MPP byly velice úspěšné. Pod jeho vedením vstoupilo Maďarsko spolu s Českou republikou a Polskem roku 1999 do NATO a urychlilo se vyjednávání o vstupu země do Evropské unie. Vláda také kladla větší důraz na podporu zahraničních Maďarů. Po celou dobu se úspěšně rozvíjela ekonomika, snížila se nezaměstnanost a vzrostly potřeby obyvatelstva. Většina ministrů měla kolem 30. let a měla tak blízko k mladé generaci, rodinám s dětmi, ale také ke starším občanům. Fidesz měl velkou šanci obhájit své vítězství z voleb 1998.

### Volební účast
|        | 1. kolo  | 2. kolo   |
| ------ | -------- | --------- |
| Datum: | 7. dubna | 21. dubna |
| Účast: | 70,53 %  | 73,51 %   |

## Volební výsledky
V prvním kole sice zvítězila levicová MSZP, avšak ve druhém kole jí předběhla pravicová koalice Fidesz-MDF, která také volby vyhrála se ziskem 188 mandátů. 
Čtyři roky vlády Fidesz a dobrá volební kampaň přesvědčila většinu pravicově smýšlejících voličů k volbě Fidesz-MDF. To se však této koalici stalo osudnou. Volby sice vyhrála, ale nedokázala získat nadpoloviční většinu, jelikož do parlamentu se nedostala žádná další pravicová strana (FKGP, KDNP ani MIÉP), se kterou by mohla uzavřít vládní koalici. Toho využila druhá MSZP, která měla 178 mandátů a opět utvořila koalici, stejně jako po volbách 1994, s SZDSZ, které mělo 20 mandátů. Společně tak získaly celkem 198 mandátů a tím i nadpoloviční většinu v parlamentu.
Předsedou nově vzniklé vlády se stal levicový nestraník Péter Medgyessy, kterého v roce 2004 nahradil Ferenc Gyurcsány, šéf MSZP.

### Tabulka
| Strana                                       | Počet hlasů v číslech (I. kolo) | Počet hlasů v procentech (I. kolo) | Počet hlasů v číslech (II. kolo) | Počet hlasů v procentech (II. kolo) | Počet mandátů v číslech | Počet mandátů v procentech | Úloha v parlamentu |
| -------------------------------------------- | ------------------------------- | ---------------------------------- | -------------------------------- | ----------------------------------- | ----------------------- | -------------------------- | ------------------ |
| Magyar Szocialista Párt (MSZP)               | 2 361 997                       | 42,05%                             | 2 011 820                        | 45,77%                              | 178                     | 46,11%                     | Vláda              |
| Fidesz-MDF                                   | 2 306 763                       | 41,07%                             | 2 196 524                        | 49,97%                              | 164 + 24 (188)1         | 42,49 + 6,22 (48,71%)1     | Opozice            |
| Szabad Demokraták Szövetsége (SZDZS)         | 313 084                         | 5,57%                              | 126 966                          | 2,89%                               | 20                      | 5,18%                      | Vláda              |
| Magyar Igazság és Élet Pártja (MIÉP)         | 245 326                         | 4,37%                              | 325                              | 0,01%                               | —                       | —                          | Mimo parlament     |
| Összefogás Magyarországért Centrum (Centrum) | 219 029                         | 3,90%                              | 5 280                            | 0,12%                               | —                       | —                          | Mimo parlament     |
| Munkáspárt (MP)                              | 121 503                         | 2,16%                              | —                                | —                                   | —                       | —                          | Mimo parlament     |
| Független Kisgazdapárt (FKGP)                | 42 338                          | 0,75%                              | 692                              | 0,02%                               | —                       | —                          | Mimo parlament     |
| Ostatní strany                               | 6710                            | 0,77%                              | —                                | —                                   | —                       | —                          | Mimo parlament     |
| Nezávislí kandidáti                          | 43 219                          | 0,13%                              | —                                | —                                   | —                       | —                          | Mimo parlament     |
| Celkem                                       | 5 685 655                       | 100%                               | 4 423 805                        | 100%                                | 386                     | 100%                       | —                  |

1: Společná kandidátka Fidesz-MDF (Fidesz = 164 a KDNP = 24).